# Escobaria vivipara
Pelecyphora vivipára — вид рода Пелецифора (Pelecyphora) семейства Кактусовые (Cactaceae), имеет большой ареал, который простирается от мексиканского штата Южная Нижняя Калифорния — до канадских провинций Манитоба, Саскачеван и Альберта.
Пелецифора вивипа́ра входит в число самых северных и морозостойких видов кактусов Северной Америки, одновременно являясь самым северным и морозостойким видом из подтрибы Mamillariae (по Бакебергу).

## История и название
Впервые эскоба́рия вивипа́ра была описана под названием Cactus viviparus в 1813 году английским ботаником Томасом Наттоллом, пятый год работавшим в Америке и собиравшим растения на территории новых штатов, прежде принадлежавших Франции. Публикация состоялась в лондонском коммерческом журнале с выразительным заговком: «Каталог новых и интересных растений, собранных в Верхней Луизиане и, в основном, на реке Миссури, Северная Америка, для продажи в питомнике г. Фрейзера для любопытных американцев». Не менее коммерческий рекламный характер носило и видовое название, присвоенное растению: «кактус живородящий» был призван привлечь внимание покупателей, «любопытных американцев».
В 1819 году Адриан Хэуорт обратил внимание на новый вид и уточнил его родовое название в соответствие с более подробной систематикой семейства: Mammillaria vivipara (Nutt.) Haw. В 1850 году немецкий ботаник Генрих Позельгер заново собрал эти растения в южной части ареала, во время путешествия вдоль американо-мексиканской границы и вывез их в Европу. В 1853 году, основываясь на материалах своей берлинской коллекции, он описал вид заново как Echinocactus viviparus (Nutt.) Poselg. С точки зрения систематики семейства кактусовых такое определение стало шагом назад, поскольку морфологически растения очевидно ближе к роду Mammillaria, чем к эхинокактусам. Наконец, в 1913 году работавшие в соавторстве английские ботаники Бриттон & Роуз определили таксон в сравнительно близкий род: Coryphantha vivipara (Nutt.) Britton & Rose.
Спустя десять лет, в 1923 году те же Бриттон & Роуз создали новый род Escobaria с типовым видом Escobaria tuberculosa, однако не включили в него вид vivipara. И только в 1951 году Франц Буксбаум перенёс вид vivipára в новый род, присвоив ему современное название.
Номинально видовой эпитет научного названия вида (vivipára) означает «живородящая» и связан со способностью растений неограниченно распространяться в ширину, образуя большое число прикорневых деток. Латинское название рода Escobaria было дано в честь двоих мексиканцев, братьев-Эскобаров (Ромуло Эскобара Зермана и Нумы Помпилио Эскобара Зермана) известных натуралистов и собирателей кактусов. Русскоязычное название эскобария вивипара представляет собой прямую транслитерацию латинского, а словосочетание эскобария живородящая практически не употребляется.
До середины 1990-х годов вид Escobária vivipára насчитывал пять разновидностей (а ранее их число временами доходило до девяти), которые впоследствии были включены в основной вид на правах региональных форм.:52
Между тем, многими авторами, в том числе и современными, статус вида Escobaria vivipara до сих пор считается непрояснённым или сомнительным. В частности, крупнейший немецкий коллекционер и систематик семейства кактусовых Курт Бакеберг в своём фундаментальном шеститомнике «Das Kakteenlexikon» (1966) отказал этому виду в праве на подтверждённое существование.

## Описание
Растения миниатюрные, отдельные стебли плоскошаровидные или шаровидные до яйцевидного, до 8 см в диаметре и до 5 см длиной. В зависимости от условий и места произрастания, растения бывают одиночными или обильно ветвятся в нижней части. Нередко образуют сплошные дернины из плотно прилегающих друг к другу маленьких растений, наподобие Mammillaria prolifera. Каждая ареола несёт 3-7 центральных колючек 1-2 мм. длиной. В верхней части растения шипы тёмные, произвольного оттенка, в нижней выцветают и становятся белёсыми. Радиальных колючек от 12 до 20 в ареоле, они светлые, 9-12 мм. длиной, тонкие. Цветёт в июне тёмно-розовыми цветками диаметром до 4 см.

## Распространение и экология
Произрастает в Северной Америке на территории США, Мексики и Канады. Растёт на высоте от 180 до 2700 м над уровнем моря.
Один из 4 аборигенных видов кактусов, встречающихся в Канаде в дикой природе в провинциях Альберта, Саскачеван и Манитоба.
В Мексике встречается в штатах Сонора, Чиуауа и Коауила.

## Синонимы и региональные формы
В актуальную синонимику вида входят следующие названия, в ряде случаев считавшиеся отдельными видами или разновидностями Escobaria vivipara:
- Coryphantha arizonica (Engelmann) Britton & Rose
- Coryphantha columnaris Lahman
- Coryphantha vivipara (Nuttall) Britton & Rose
- Coryphantha aggregata Britton & Rose
- Escobaria bisbeeana (Orcutt) Borg
- Escobaria neomexicana (Engelmann) Buxbaum
- Escobaria radiosa (Engelmann) Frank
- Escobaria bisbeeana (Orcutt) Borg[9]